# Zoo (serie televisiva)
Zoo è una serie televisiva statunitense basata sull'omonimo romanzo di James Patterson, scritto assieme a Michael Ledwidge.
La serie ha debuttato sulla CBS il 30 giugno 2015. La serie viene cancellata dopo la terza stagione.
In Italia la serie ha debuttato il 12 ottobre 2015 sul canale Rai 4.

## Trama
In varie parti del mondo gli animali assumono comportamenti violenti attaccando l'uomo. Quando gli attacchi degli animali si fanno sempre più frequenti e feroci, lo zoologo Jackson Oz viene incaricato di risalire alle cause di questa pandemia.

## Personaggi e interpreti

### Principali
- Jackson Oz (stagioni 1-3), interpretato da James Wolk e doppiato da Davide Albano
- Jamie Campbell (stagioni 1-3), interpretata da Kristen Connolly è doppiata da Francesca Manicone
- Abraham Kenyatta (stagioni 1-3), interpretato da Nonso Anozie e doppiato da Massimo Bitossi
- Chloe Tousignant (stagioni 1-2), interpretata da Nora Arnezeder e doppiata da Valentina Favazza
- Mitch Morgan (stagioni 1-3), interpretato da Billy Burke e doppiato da Christian Iansante
- Dariela Marzan (stagioni 2-3), interpretata da Alyssa Diaz e doppiata da Domitilla D'Amico
- Logan Jones/Edward Collins (stagioni 2-3), interpretato da Josh Salatin e doppiato da Flavio Aquilone
- Clementine Lewis (stagione 3, ricorrente stagioni 1-2), interpretata da Madison Wolfe da bambina (stagioni 1-2) e da Gracie Dzienny da ragazza (stagione 3, guest star stagione 2) e doppiata da Chiara Fabiano da bambina

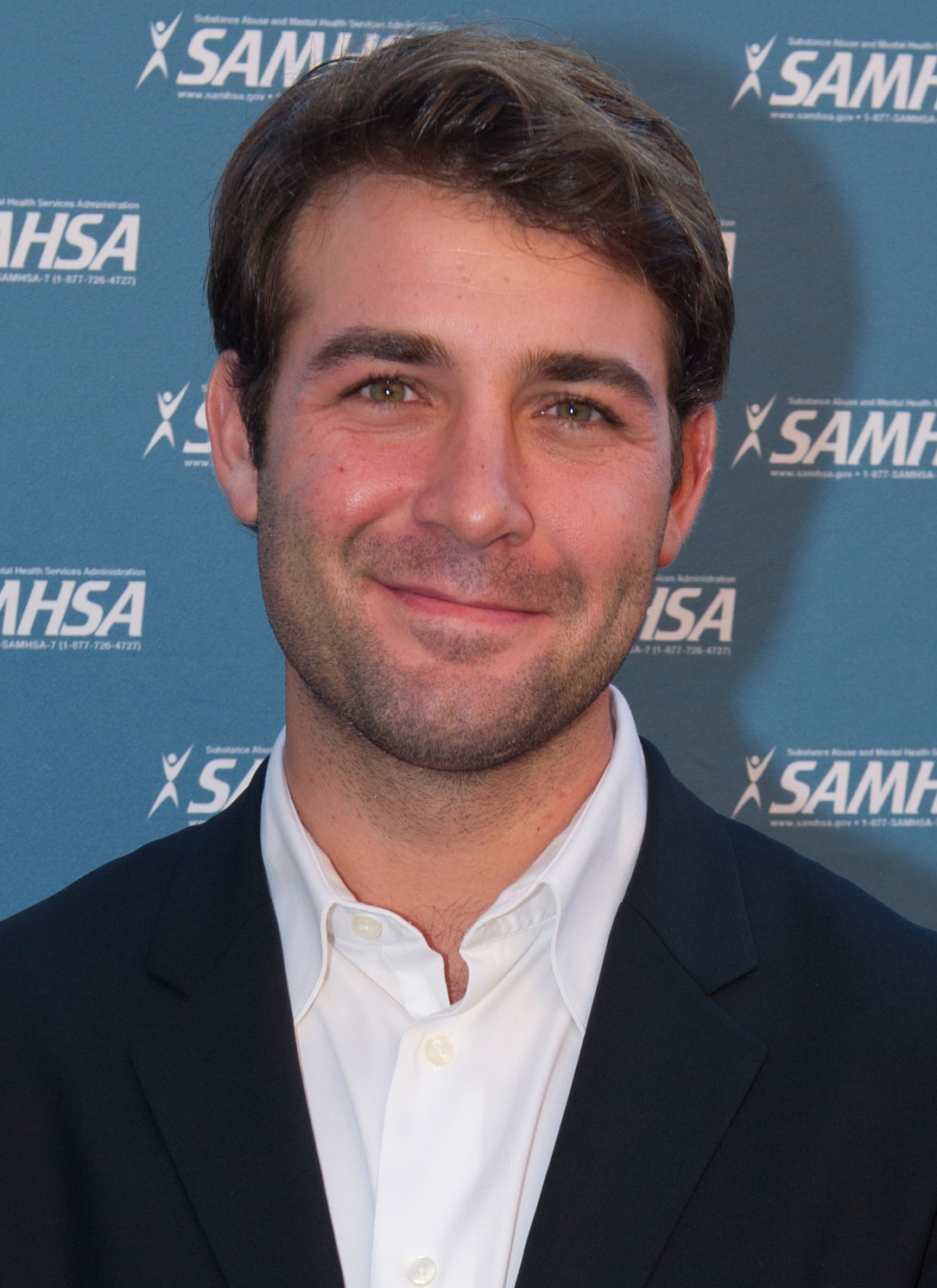
James Wolk interpreta Jackson Oz
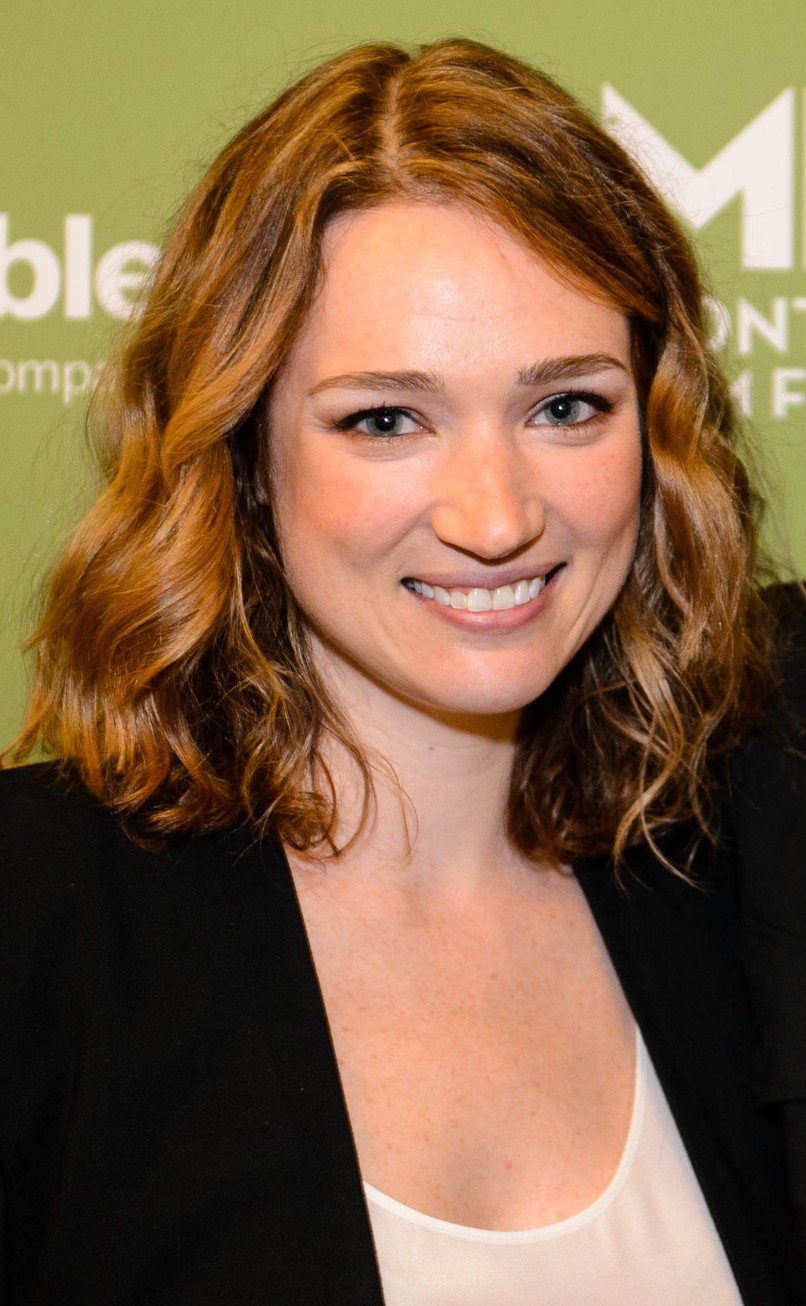
Kristen Connolly interpreta Jamie Campbell
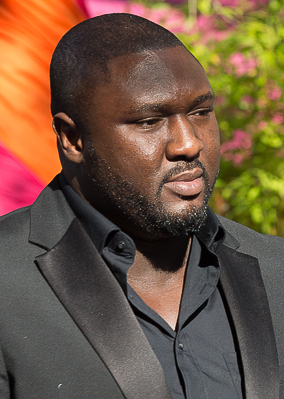
Nonso Anozie interpreta Abraham Kenyatta
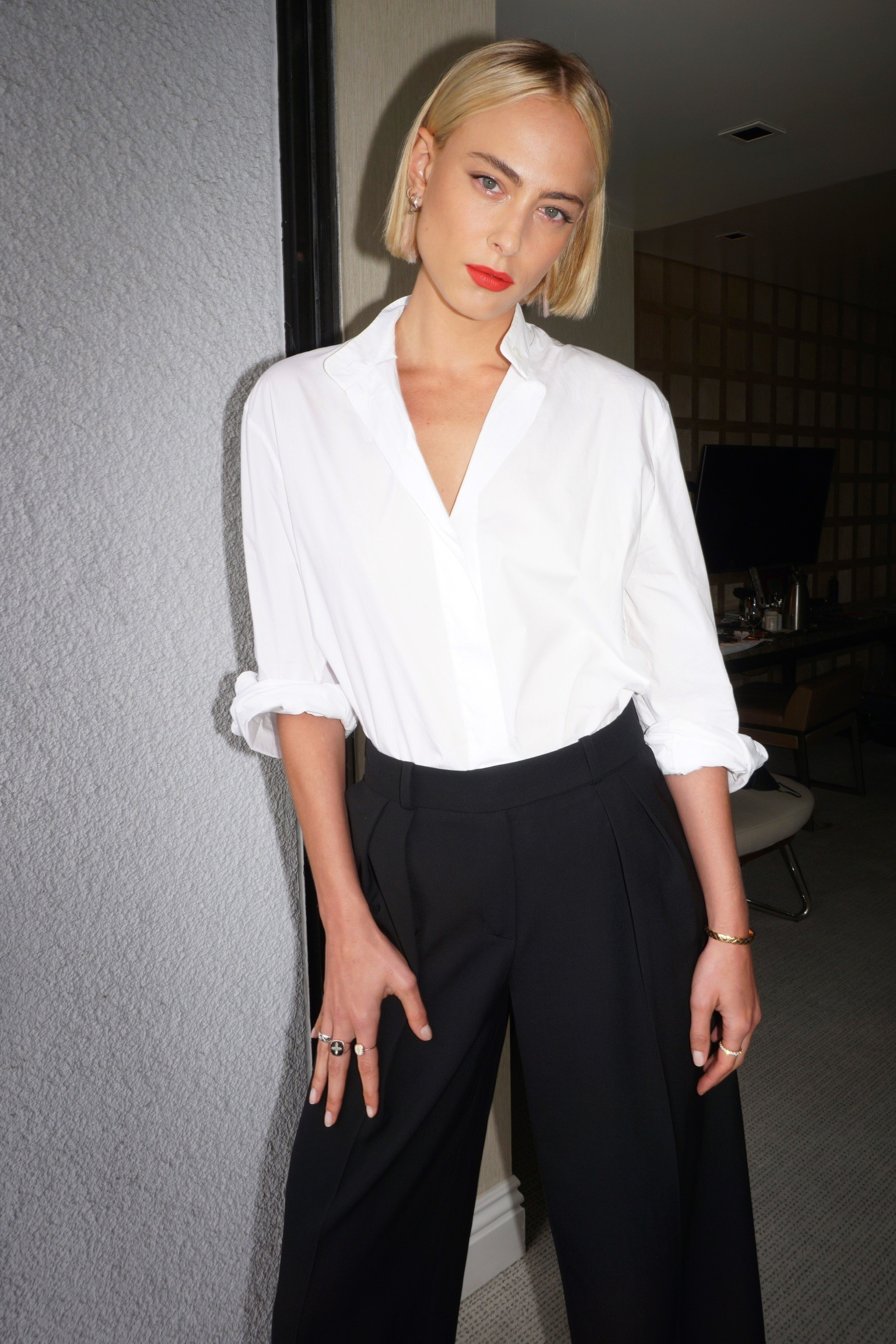
Nora Arnezeder interpreta Chloe Tousignant
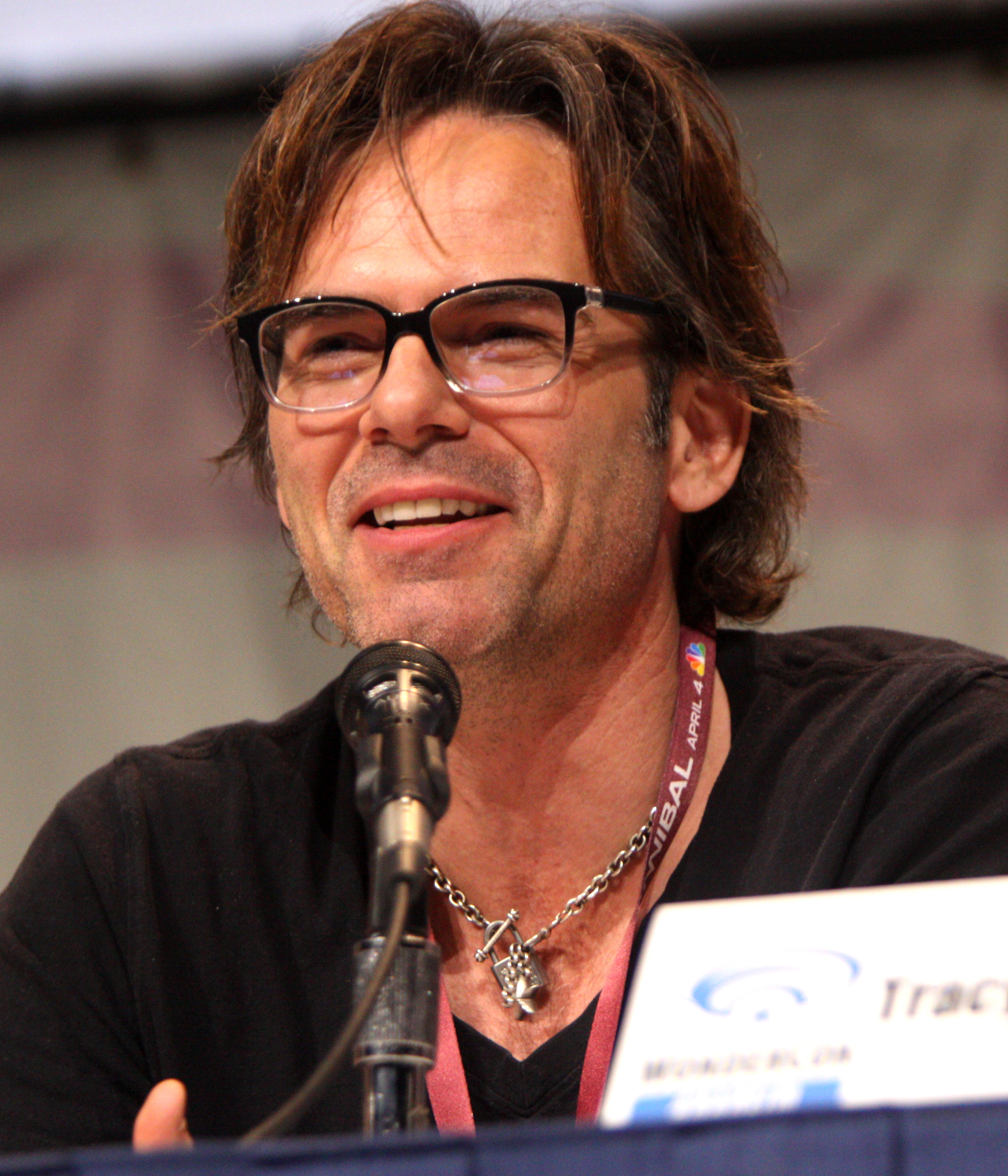
Billy Burke interpreta Mitch Morgan
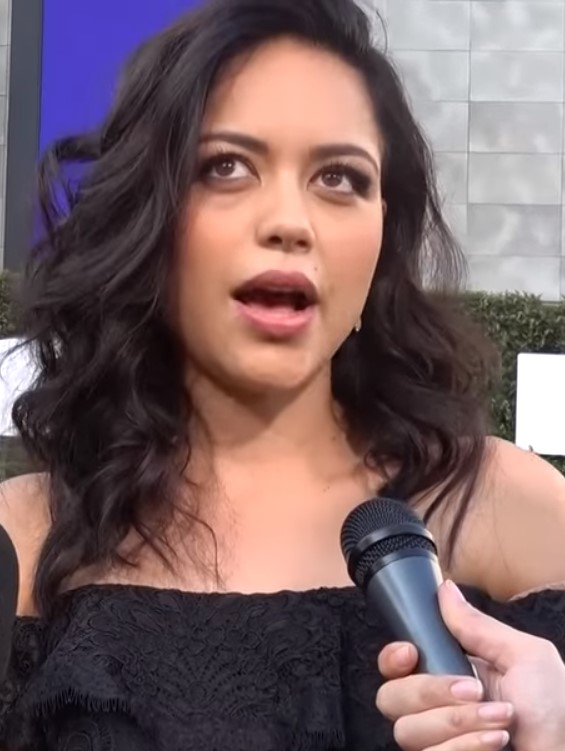
Alyssa Diaz interpreta Dariela Marzan
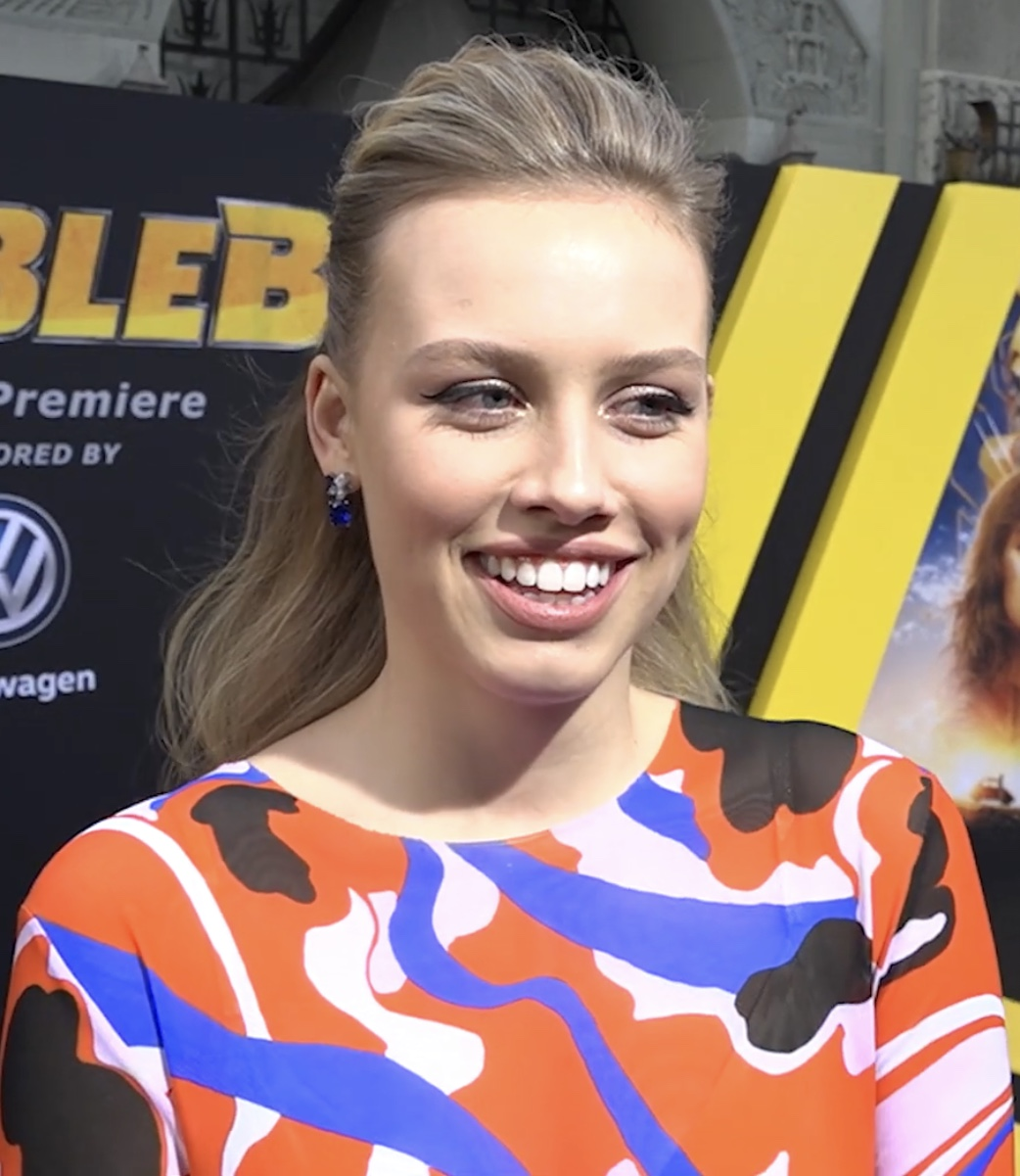
Gracie Dzienny interpreta Clementine Lewis

### Ricorrenti
- Robert Oz (stagioni 1-3), interpretato da Ken Olin e doppiato da Roberto Draghetti
- Ben Shafer (stagione 1), interpretato da Geoff Stults e doppiato da Simone D'Andrea
- Delavenne (stagione 1), interpretato da Carl Lumbly e doppiato da Gianni Giuliano
- Abigail Westbrook (stagione 3), interpretata da Athena Karkanis

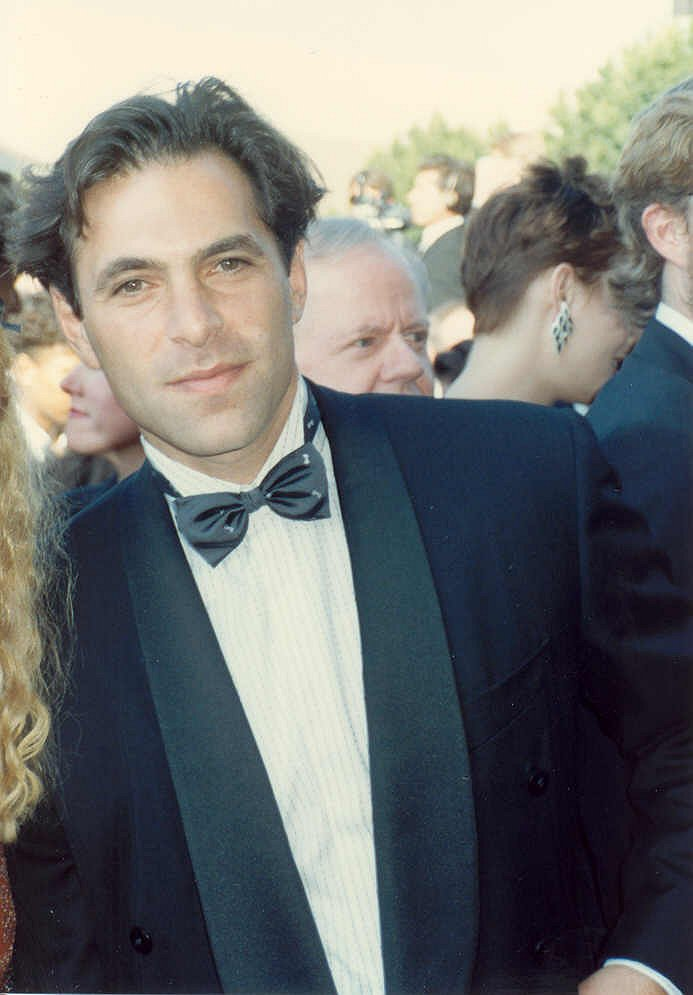
Ken Olin interpreta Robert Oz
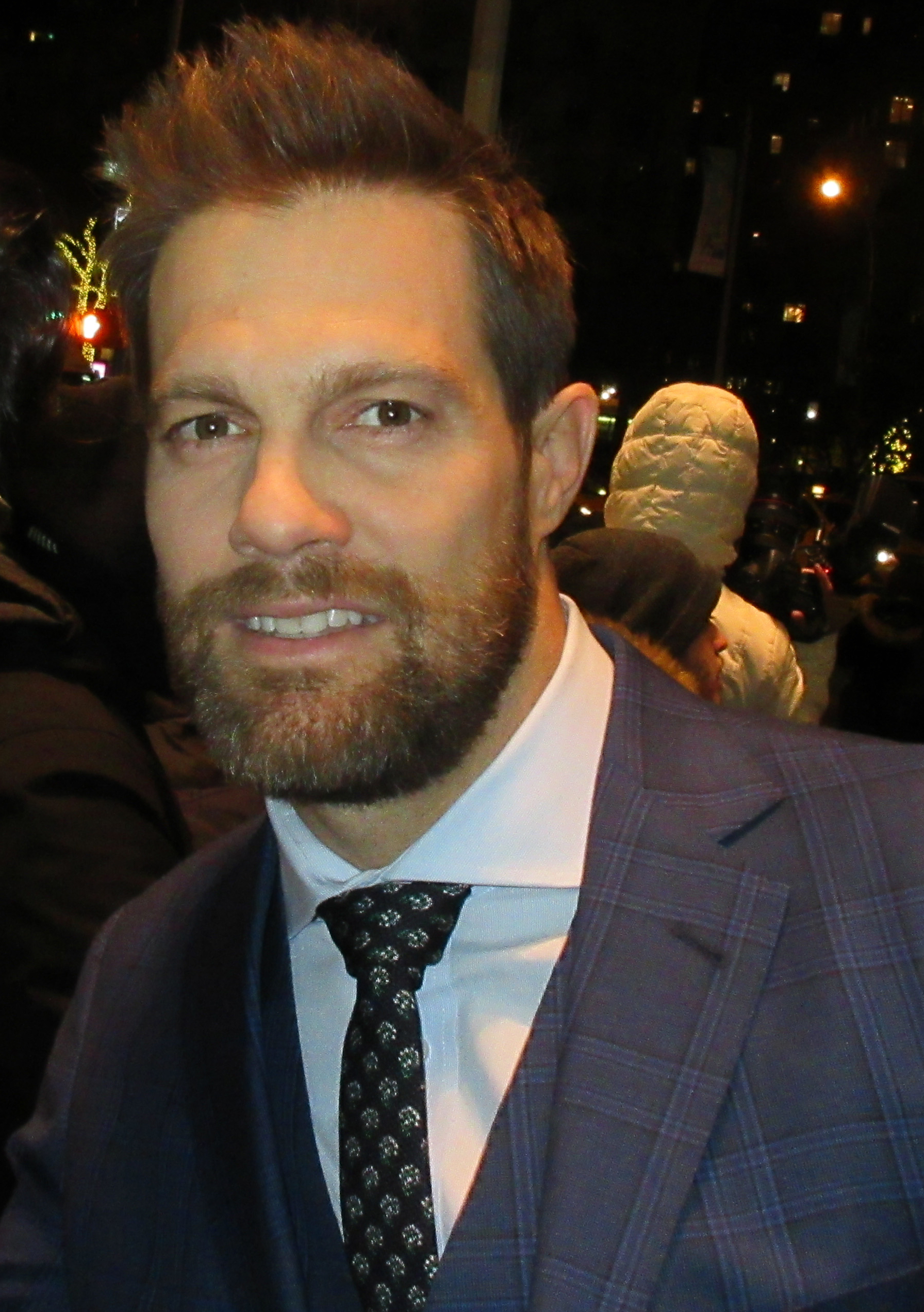
Geoff Stults interpreta Ben Shafer

## Episodi
| Stagione         | Episodi | Prima TV originale | Prima TV Italia |
| ---------------- | ------- | ------------------ | --------------- |
| Prima stagione   | 13      | 2015               | 2015            |
| Seconda stagione | 13      | 2016               | 2017            |
| Terza stagione   | 13      | 2017               | 2018            |

## Produzione
La serie è prodotta da CBS Television Studios e verrà distribuita negli Stati Uniti da CBS Television Distribution e a livello internazionale da CBS Studios International. L'episodio pilota è stato scritto da Jeff Pinkner, Josh Appelbaum, Andre Nemec e Scott Rosenberg e diretto da Brad Anderson.
La CBS ha stretto un accordo vendendo la serie a Netflix, che però trasmetterà Zoo solo dopo che l'intera stagione sarà conclusa sulla CBS.
Nel luglio 2014 la CBS ha ordinato ufficialmente i tredici episodi che compongono la prima stagione.. Il 2 ottobre 2015 la serie viene rinnovata per una seconda stagione, mentre il 10 agosto 2016 viene rinnovata per una terza. Il 23 ottobre 2017, CBS cancella la serie dopo tre stagioni.